# Kurt Grob

Kurt Grob (1984)

Kurt Grob (* 11. Juli 1920 in Winterthur; † 2. März 1987 in Wallisellen; heimatberechtigt in Dinhard) war ein Schweizer Chemiker und Hochschullehrer.

## Leben
Grob war der Sohn des Primarlehrers Johannes Grob und der Frieda Bosshard, seine Brüder waren Hans Grob und Heinz Grob (1929–2019). 1948 heiratete er Gertrud Jacob, Tochter von Julian François Sebastian Jacob. Er studierte Chemie an der ETH Zürich und erhielt den Ehrendoktor der Universität Bern und der ETH Zürich.
Er war der Vater von Konrad (genannt «Koni») Grob (* 1949), der ebenfalls Chemiker ist.

## Schaffen
Bis 1939 besuchte er das Literargymnasium Winterthur und war von 1940 bis 1946 Chemiestudent an der ETH Zürich. 1948 erlangte er den Doktortitel der Naturwissenschaften (Dr. sc. nat.) mit einer Arbeit über die Biochemie der Tabakfermentation. Nach einjähriger Tätigkeit in der Tabakindustrie war er von 1949 bis 1981 Hauptlehrer für Chemie an der Kantonsschule Rämibühl (Zürich) und ab 1958 zudem Dozent für Chemiedidaktik. Forschungen zur Analyse des Tabakrauchs brachten ihn 1959 in Kontakt mit der neuen Gaschromatographie, die er (ab 1964 unter Mithilfe seiner Gattin) zum Instrument moderner chemischer Analytik weiterentwickelte.
Im Jahre 1974 wechselte er an die Eidgenössische Anstalt für Wasserversorgung, Abwasserreinigung und Gewässerschutz (Eawag), wo ihm mit der Entwicklung einer Methode zur Spurenanalyse von Schadstoffen im Wasser ein Durchbruch gelang. Von 1974 bis 1983 war er Privatdozent an der ETH Zürich und anschliessend bis 1985 Titularprofessor. 1973 erhielt Grob den Ehrendoktor (Dr. h. c.) der Universität Bern und 1974 der ETH Zürich.

## Publikationen (Auswahl)
- Beitrag zur Kenntnis der Tabakfermentation. In: Mitteilung der Stelle für Tabakstudien am Pflanzenphysiologischen Institut der ETH. Band 3, 1948, doi:10.3929/ethz-a-000091733.
- Analytische Arbeiten an der kondensierten Phase des Zigarettenrauches. In: Zeitschrift für Präventivmedizin. Band 14, Nr. 1, 1969, ISSN 1420-911X, S. 315–316, doi:10.1007/BF02036166.
- Making and manipulating capillary columns for gas chromatography. Dr. Alfred Hüthig Verlag, Heidelberg/Basel/New York 1986, ISBN 3-7785-1312-5.